# Luminița Anghel
Luminița Anghel (Bucarest, 7 de octubre de 1968) es una cantante y celebridad rumana.
Ya a la edad de ocho años comenzó su interés por la música, graduándose más tarde en la Escuela de Arte Popular, donde tomó lecciones en la especialización de música ligera. Es una artista de gran fama en su país que, a lo largo de su carrera, ha obtenido numerosos galardones tanto a nivel nacional, como a nivel internacional.
- En 1993 consigue el primer puesto en el festival Mamaia de Rumanía. En las ediciones de 1995 y 1996 del mismo certamen conseguiría la tercera posición.
- Bajo las órdenes de Bernard Tavernier participaría en 1995 en la película Capitán Conan.
- Ya en 2001 consigue el premio a la mejor interpretación en el festival internacional "The Golden Stag", también haciéndose con el galardón otorgado por el público.
- Un año más tarde, consigue los premios a la mejor voz internacional y al mejor tema en el "Song for Europe International Festival" de Malta; el galardón a la mejor voz en el festival "Discovery" de Bulgaria y el premio de la prensa en el festival de "Universatalent" de Praga.
- El festival "Voice For Asia" celebrado en Kazajistán en 2003 le supondría hacerse con el premio a la mejor intérprete internacional.

Además de todos estos galardones, ha presentado diversos programas de televisión en su país y ha participado en numerosas preselecciones para poder representar a Rumanía en Eurovisión. Dicho privilegio lo obtendría en 2005 al acudir a la edición de 2005 junto al grupo Sistem.
Su tema "Let Me Try" ganaría la semifinal previa, y conseguiría la tercera posición en la gran final (obteniendo la mejor posición de Rumanía hasta el momento, junto a 2010).

## Carrera política
En las elecciones legislativas de 2008, fue candidata del Partido Socialdemócrata por una banca, representando a Bucarest, en la Cámara de Diputados; perdiendo frente a Elena Udrea.